# عزلة بني على (إب)

تعديل مصدري - تعديل

عزلة بني على هي إحدى عزل مديرية مذيخرة في محافظة إب اليمنية ويبلغ تعداد سكانها 2384 نسمة حسب التعداد السكاني في اليمن لعام 2004.